# Kleinfontein
Kleinfontein (soit Petite-Fontaine en afrikaans) est une enclave afrikaner, située à 20 minutes de Pretoria en Afrique du Sud. Localisée au sein de la municipalité de Tshwane, cette gated community de 800 hectares, organisée en coopérative, a été fondée en 1994 par des Afrikaners, déclarant vouloir préserver leur culture. Elle reprend les principes de la ville d'Orania située dans la province du Cap-du-Nord.

## Localisation
Kleinfontein est située approximativement à mi-chemin entre Pretoria et Bronkhorstspruit dans le secteur de Donkerhoek. Elle se trouve juste au sud de la N4 et à l'ouest de la R515, à quelques kilomètres au sud de Rayton.
Elle a été fondée à l'emplacement où s'est déroulée la bataille de Diamond Hill contre les troupes britanniques durant la seconde guerre des Boers.

## Administration
Jan Groenewald est le président du directoire de la coopérative de Kleinfontein. Elle relève cependant politiquement et administrativement de la municipalité de Tshwane.

## Conditions d'entrées
Pour pouvoir s'installer à Kleinfontein, il faut être protestant, de langue afrikaans et culturellement associé à l’histoire des Voortrekkers.
L’insécurité chronique en Afrique du Sud et les politiques de discrimination positive ont contribué au développement de Kleinfontein, qui compte environ un millier d'habitants, essentiellement afrikaners.
Au contraire d'Orania, Kleinfontein est une résidence fermée. Son accès s'effectue via un poste de contrôle sécurisé.

## Critiques
Kleinfontein est critiquée pour refuser d'admettre les populations non afrikaners et de couleur au sein de la communauté. Le gouvernement l'a accusé de rétablir l'apartheid.
Les résidents invoquent pour leur part la défense de leur identité culturelle et l'insécurité,.